# 비교사회학
비교사회학(Comparative sociology)은 국민 국가 간 또는 다양한 사회 유형(예: 자본주의와 사회주의) 간의 사회적 과정을 비교하는 것을 포함한다. 비교사회학에는 두 가지 주요 접근 방식이 있다. 일부는 서로 다른 국가와 문화 간의 유사성을 추구하는 반면 다른 일부는 차이를 추구한다. 예를 들어, 구조적 마르크스주의자들은 서로 다른 사회에서 분명히 다른 사회 질서의 기초가 되는 일반적인 과정을 발견하기 위해 비교 방법을 사용하려고 시도했다. 이 접근법의 위험은 가정된 보편적 구조를 탐색할 때 다양한 사회적 맥락이 간과된다는 것이다.
차이를 이해하기 위해 비교 방법을 사용한 한 사회학자는 막스 베버였는데, 그의 연구는 문화 간의 차이가 출현한 다양한 사회 질서를 어떻게 설명하는지 보여 주려고 시도했다(예를 들어, 프로테스탄트 윤리와 자본주의 정신 및 종교사회학 문서 참고).
'비교'라는 라벨이 적합한지에 관해 사회학 내에서 약간의 논쟁이 있다. 에밀 뒤르켐은 "The Rules of Sociological Method"(1895)에서 사회 현상은 항상 전형적이거나 대표적이거나 독특하며 모든 것이 일종의 비교를 암시하기 때문에 모든 사회학 연구는 실제로 비교적이라고 주장했다. 이러한 의미에서 모든 사회학적 분석은 비교 분석이며, 일반적으로 비교 연구라고 불리는 것이 국가 간 연구라고 부르는 것이 더 적절할 수 있다고 제안되었다.

## 같이 보기
- 역사사회학